# Wall (Familienname)
Wall ist ein Familienname.

## Namensträger
- Alex Wall (* 1990), kanadischer Eishockeyspieler
- Angus Wall (* 1967), US-amerikanischer Filmeditor
- Anna de Wall (1899–1945), deutsche Scherenschnitt-Künstlerin
- Anthony Wall (* 1975), englischer Golfspieler
- Aron C. Wall (* 1984), US-amerikanischer Physiker
- Art Wall (1923–2001), US-amerikanischer Golfspieler
- Barbara Wall (Schriftstellerin) (1911–2009), britische Schriftstellerin
- Barbara Wall (Squashspielerin) (* 1948), australische Squashspielerin
- Bernard Wall (1908–1974), britischer Schriftsteller
- Brad Wall (Politiker) (Bradley John Wall; * 1965), kanadischer Politiker und Unternehmer
- Brad Wall (Skirennläufer) (Bradley Wall; * 1979), australischer Skirennläufer
- Charles Robert Fa’agalu Wall, samoanisch-australischer Musiker, siehe Bobby Alu
- C. T. C. Wall (Charles Terence Clegg Wall; * 1936) britischer Mathematiker
- Chris Wall (1953–2021), US-amerikanischer Sänger und Songwriter
- Claude Wall (* 1951), deutscher Künstler
- Colter Wall (* 1995), kanadischer Sänger, Songschreiber und Musiker
- Cornelio Wall, mexikanischer Schauspieler
- Curt Wild-Wall (1898–1990), deutscher Maler und Grafiker
- Dan Wall (* 1954), US-amerikanischer Jazzmusiker
- Daniel Wall (* 1966), deutscher Unternehmer
- David Wall (1946–2013), britischer Tänzer
- Diana H. Wall (1943–2024), US-amerikanische Ökologin
- Dieter Wall (1932–2010), deutscher Physiker
- Donne Wall (* 1967), US-amerikanischer Baseballspieler
- Dorothy Wall (1894–1942), in Neuseeland geborene australische Autorin und Illustratorin von Kinderbüchern
- Eric Wall (1915–2011), britischer Geistlicher, Bischof von Huntingdon
- Erin Wall (1975–2020), kanadische Sängerin (Sopran)
- Ernst Wall (1903–1985), deutscher Prähistoriker
- Francis Joseph Wall (1866–1947), irischer Geistlicher, Weihbischof in Dublin
- Frank Wall (1868–1950), britischer Zoologe
- Friederike Wall (* 1964), deutsche Wirtschaftswissenschaftlerin
- Garret D. Wall (1783–1850), US-amerikanischer Politiker
- George Wall (1885–1962), englischer Fußballspieler
- Gerard Wall (1920–1992), neuseeländischer Politiker
- Hannah Wall (* 1991), neuseeländische Fußballspielerin
- Hans Wall (1942–2019), deutscher Unternehmer
- Heinrich de Wall (* 1961), deutscher Rechtswissenschaftler
- Heinz von der Wall (* 1923), deutscher Pädagoge und Schriftsteller
- Hildegard Wall (1894–1980), deutsche Schauspielerin
- Hubert Stanley Wall (1902–1971), US-amerikanischer Mathematiker und Hochschullehrer
- Jack Wall (Politiker) (* 1945), irischer Politiker der Irish Labour Party
- Jack Wall (Komponist) (* 1963), US-amerikanischer Komponist
- Jade Wall (* 1989), australische Softballspielerin
- James Wall (Schauspieler) (James Earl Wall; 1917–2010), US-amerikanischer Schauspieler und Inspizient
- James Sean Wall (* 1964), US-amerikanischer Geistlicher, Bischof von Gallup
- James Walter Wall (1820–1872), US-amerikanischer Politiker
- Jeff Wall (* 1946), kanadischer Künstler
- John Wall (Mediziner) (1708–1776), britischer Arzt
- John Wall, Baron Wall (1913–1980), britischer Manager
- John Wall (* 1990), US-amerikanischer Basketballspieler
- John W. Wall (1910–1989), britischer Schriftsteller und Diplomat
- Josephine Wall (* 1947), britische Fantasy-Künstlerin und Bildhauerin
- Kim Wall (Schauspieler), britischer Schauspieler
- Kim Wall (Schauspielerin) (Kimberly Paige Wall; * 1969), US-amerikanische Schauspielerin
- Kim Wall (Leichtathletin) (* 1983), britische Leichtathletin
- Kim Wall (Journalistin) (1987–2017), schwedische Journalistin
- Larry Wall (* 1954), US-amerikanischer Linguist und Programmierer
- Leonard James Wall (1924–2002), kanadischer Geistlicher, Erzbischof von Winnipeg
- Louisa Wall (* 1972), neuseeländische Rugbyspielerin und Politikerin
- Lucille Wall (1898–1986), US-amerikanische Schauspielerin
- Lyndsay Wall (* 1985), US-amerikanische Eishockeyspielerin
- Margaret Wall, Baroness Wall of New Barnet (1941–2017), britische Gewerkschaftsfunktionärin und Politikerin (Labour Party)
- Marie Wall (* 1992), schwedische Handballspielerin
- Mark Wall (* 1970), irischer Politiker
- Mauricio Wall, Pseudonym von Gregorio Walerstein (1913–2002), mexikanischer Filmproduzent und Drehbuchautor
- Max Wall (1908–1990), britischer Schauspieler
- Mervyn Wall (1908–1997), irischer Schriftsteller
- Michael Wall (* 1985), kanadischer Eishockeyspieler
- Michael Allen Wall (* 1943), US-amerikanischer Schwimmer
- Mick Wall (* 1958), britischer Autor und Journalist
- Monroe E. Wall (1916–2002), US-amerikanischer Chemiker
- Murray Wall (19456–2022), australischer Jazzmusiker
- Nick Wall (Unternehmer) (Nicholas Wall; 1820–1860), US-amerikanischer Dampfschiffunternehmer und Offizier
- Nick Wall (Jockey) (Nicholas J. Wall; 1906–1983), kanadischer Jockey
- Nick Wall (Squashspieler) (Nicholas Wall; * 2000), englischer Squashspieler
- Pat Wall (1933–1990), britischer Politiker
- Patrick Wall (Politiker) (1916–1998), britischer Politiker
- Patrick David Wall (1925–2001), britischer Neurobiologe und Mediziner
- Paul Wall (bürgerlich Paul Slayton; * 1981), US-amerikanischer Rapper
- Paul Wall (Boxer) (* 1997), deutscher Boxer
- Peter Wall (Bischof) († 1568), irischer Dominikaner, Bischof von Clonmacnoise
- Peter Wall (Weihbischof) (1582–1630), deutscher Geistlicher, Weihbischof in Augsburg
- Peter Wall (Geschäftsmann), deutsch-kanadischer Geschäftsmann und Philanthrop
- Peter Wall (Fußballspieler) (1944–2024), englischer Fußballspieler
- Peter Wall (General) (* 1955), britischer General
- Ricardo Wall (1694–1777), irisch-spanischer Politiker und Diplomat
- Richard Wall (* 1953), österreichischer Schriftsteller, Übersetzer, Bildhauer und Heimatforscher
- Robert Wall (1939–2022), US-amerikanischer Schauspieler und Kampfsportler
- Scott Wall (* 1966), US-amerikanischer Basketballschiedsrichter
- Sina Wall (* 1989), deutsche Squashspielerin, siehe Sina Kandra
- Stephen Wall (* 1947), britischer Diplomat
- Steve Wall (* 1946), US-amerikanischer Fotograf und Autor
- Tim Wall (1904–1981), australischer Cricketspieler
- Thom Wall (* 1987), US-amerikanischer Jongleur
- Tony Wall († 2014), britischer Schauspieler
- Ulrike Wall (* 1958), österreichische Politikerin (FPÖ)
- Uwe Schwenke de Wall (* 1939), deutscher Politiker (CDU), MdL
- William Wall (Politiker, 1800) (1800–1872), US-amerikanischer Politiker
- William Wall (Politiker, 1845) (1845–1926), australischer Politiker
- William Wall (Schriftsteller) (* 1955), irischer Schriftsteller
- William Coventry Wall (1810–1886), US-amerikanischer Maler
- William P. Wall, US-amerikanischer Paläontologe
- Wolfgang A. Wall (* 1964), österreichischer Bauingenieur und Hochschullehrer